# مقاطعة باليقجي
مقاطعة باليقجي هي تقسيم إداري في ولاية أنديجان في أوزبكستان. مركزها مدينة باليقجي.